# Tiongo (Tibga)
Pour les articles homonymes, voir Tiongo (homonymie).
Tiongo est une commune rurale située dans le département de Tibga de la province du Gourma dans la région de l'Est au Burkina Faso.

## Santé et éducation
Le centre de soins le plus proche de Tiongo est le centre de santé et de promotion sociale (CSPS) de Tibga.